# Bettina Cramer

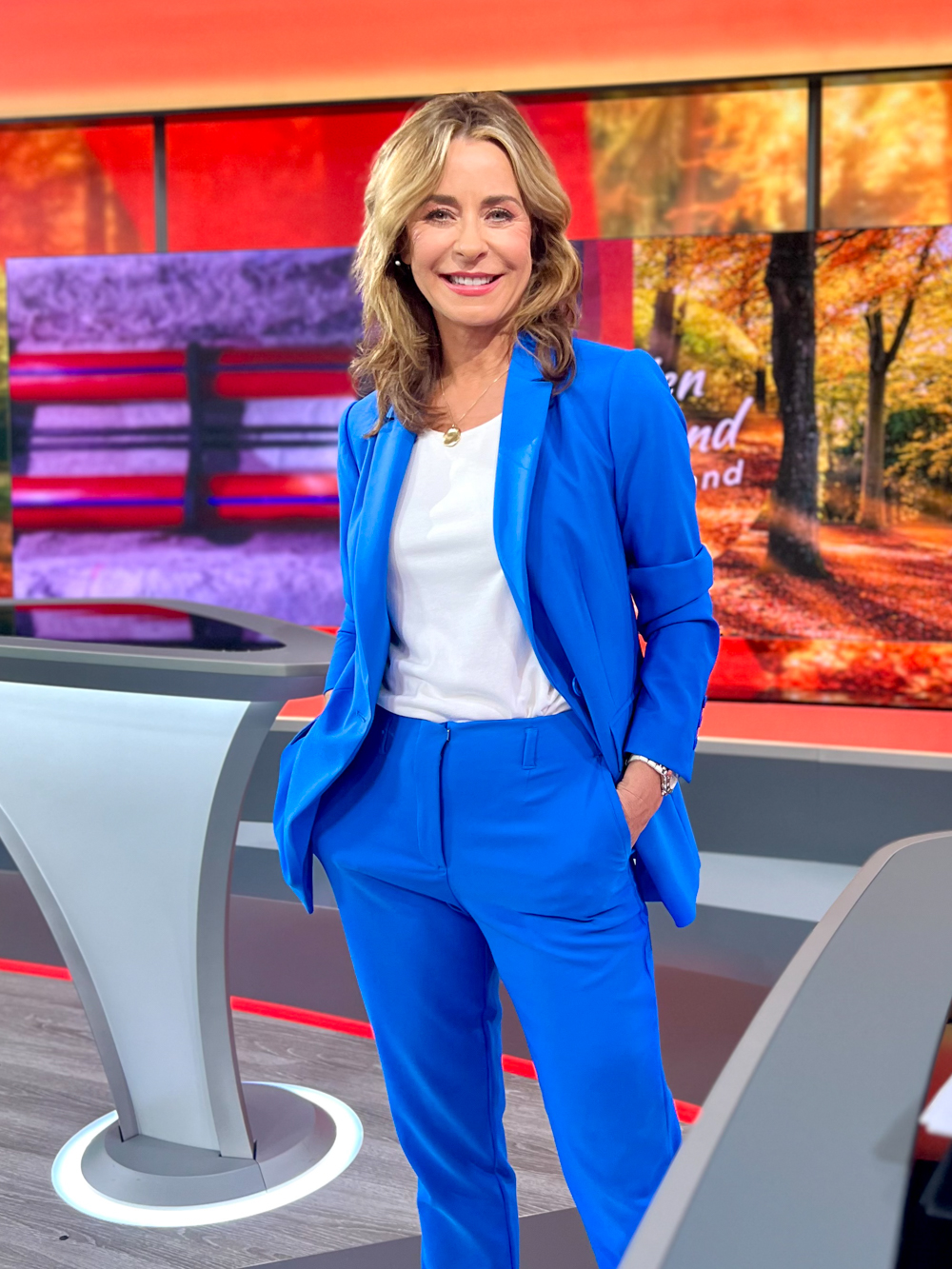
Bettina Cramer 2023

Bettina Cramer (geb. Müller; * 16. Oktober 1969 in Berlin) ist eine deutsche Journalistin, Moderatorin und Buchautorin.

## Leben und Karriere
Cramer studierte nach Abschluss einer Lehre zur Außenhandels-Kauffrau von 1989 bis 1993 Betriebswirtschaftslehre an der Hochschule für Technik und Wirtschaft Berlin. Von 1984 bis 1999 jobbte sie nebenberuflich als Model (u. a. 2. Platz „Look of the year“ 1990). Von 1991 bis 1997 arbeitete sie als Counter-Managerin bei Estée Lauder Cosmetics.
Nach einem Volontariat bei Sat.1 ging Cramer 1997 zum Sat.1-Frühstücksfernsehen und war dort ab Januar 1999 als Redakteurin und Nachrichtensprecherin tätig, bis sie im Juli 2000 die Hauptmoderation der Sendung übernahm. Von August 2004 bis Oktober 2007 moderierte sie das Sat.1-Boulevardmagazins Blitz. 2010 produzierte sie den Film Berliner Rand, der sozial benachteiligte Jugendliche im Kampf um eine bessere Zukunft zeigt und auf arte ausgestrahlt wurde. Ab 2009 moderierte sie für Sat.1 Gold und führte bis 2015 durch die wöchentliche Primetime-Sendung Leben im Luxus. 2023 war Cramer bei ServusTV Deutschland Anchor des werktäglichen Nachrichtenmagazins Guten Abend Deutschland.

## Soziales Engagement
Seit 2005 ist Cramer Botschafterin des Kinderhilfswerks „Die Arche e.V.“. Für ihr soziales Engagement erhielt sie 2018 den Nickelodeon „Kids Choice Award“ in der Kategorie Together for good. Seit 2009 ist sie außerdem Botschafterin der Stiftung Lesen.

## Publikationen
- Von Prada zu Pampers. mvg Verlag, München 2011, ISBN 	978-3-86415-162-0
- 66 1/2 Dinge, die eine Frau im Leben machen sollte. Zeitgeist Media, Düsseldorf 2014, ISBN 978-3-83751-024-9

## Privates
Cramer ist seit September 2001 mit dem Unternehmer Michael Cramer verheiratet und seit 2009 Mutter von Zwillingen.